# Лукосна
Лукосна( рос. Лукосна) — річка в Росії, у Козельському районі Калузької області. Ліва притока Жиздри (басейн Окі).

## Опис
Довжина річки 16 км, найкоротша відстань між витоком і гирлом — 6,84 км, коефіцієнт звивистості річки — 2,34. Площа басейну водозбору 52,9 км².

## Розташування
Бере початок на південно-східній стороні від села Немисліно. Спочатку тече переважно на північний схід через Рубці, потім повертає на південний схід. Далі тече через села Волконське, Булатово і впадає у річку Жиздру, ліву притоку Окі.

## Цікаві факти
- На правому березі річки у селі Волконське розташована церква ікони Божої Матері Володимирська.